# Mieskier-Jurt
Mieskier-Jurt (ros. Мескер-Юрт) – wieś w Rosji, w Czeczenii, w rejonie szalińskim. W 2010 liczyła 10 368 mieszkańców.

## Urodzeni
- Isłam Jaszujew – rosyjski judoka.